# Saint-Christophe-le-Chaudry
Saint-Christophe-le-Chaudry är en kommun i departementet Cher i regionen Centre-Val de Loire i de centrala delarna av Frankrike. Kommunen ligger  i kantonen Châteaumeillant som tillhör arrondissementet Saint-Amand-Montrond. År 2022 hade Saint-Christophe-le-Chaudry 94 invånare.

## Befolkningsutveckling
Antalet invånare i kommunen Saint-Christophe-le-Chaudry
Referens:INSEE